# Barbara Błońska-Fajfrowska
Barbara Ludwika Błońska-Fajfrowska (ur. 9 lutego 1949 w Bytomiu) – polska polityk, nauczycielka akademicka, profesor nauk medycznych, posłanka na Sejm IV kadencji.

## Życiorys
Ukończyła w 1973 studia na Wydziale Lekarskim Śląskiej Akademii Medycznej w Katowicach. Doktoryzowała się doktoryzowała, w 1984 została doktorem habilitowanym. 6 kwietnia 2001 uzyskała tytuł profesora nauk medycznych. W 1973 została pracownikiem naukowym Śląskiej Akademii Medycznej, była m.in. dziekanem Wydziału Farmaceutycznego z Oddziałem Medycyny Laboratoryjnej. Opublikowała około 60 prac naukowych. Członkini Polskiego Towarzystwa Lekarskiego, Polskiego Towarzystwa Okulistycznego i Polskiego Towarzystwa Farmaceutycznego.
Sprawowała mandat posłanki na Sejm IV kadencji z ramienia koalicji SLD-UP (jako przedstawicielka Unii Pracy) z okręgu katowickiego. Przewodniczyła Komisji Zdrowia, zasiadała także w Komisji Etyki Poselskiej oraz Komisji Polityki Społecznej i Rodziny. W 2005 nie ubiegała się o reelekcję.

## Odznaczenia
- Krzyż Kawalerski Orderu Odrodzenia Polski (1998)[3].